# Strada Bazaca
Strada Bazaca este situată în centrul istoric al municipiului București, în sectorul 3.  

## Descriere
Strada este orientată de la nord spre sud și se desfășoară pe o lungime de 65 de metri între străzile Franceză și Halelor.